# Podolepis lessonii
Podolepis lessonii là một loài thực vật có hoa trong họ Cúc. Loài này được (Cass.) Benth. miêu tả khoa học đầu tiên năm 1867.